# Scotopteryx bungaria
Scotopteryx bungaria är en fjärilsart som beskrevs av Herrich-Schäffer 1844. Scotopteryx bungaria ingår i släktet backmätare, och familjen mätare. Inga underarter finns listade.